# El Mundo (Argentina)
El Mundo fue un diario matutino argentino editado en la Ciudad de Buenos Aires por la Editorial Haynes que circuló entre el 14 de mayo de 1928 y mediados de 1967, cuando intentó transformarse en vespertino, aunque no tuvo mayor acogida por parte de los lectores.
Aunque Ulanovsky afirma que fue el primer diario tabloide de la Argentina, La Mañana (1911-1919) y La Fronda (a partir de 1919) ya habían salido con ese formato.

## Historia
Editorial Haynes era además la fundadora de la emisora Radio El Mundo, en 1935, en Maipú 555, pleno centro de la Ciudad de Buenos Aires y las revistas que editaba (El Hogar, Mundo Argentino, Mundo Infantil, Mundo Agrario y Mundo Deportivo, entre otras) abarcaban la totalidad de la sociedad argentina.
Fue un verdadero emporio periodístico del que salieron figuras como Ulises Barrera, Ricardo Arias, Víctor Sueiro, Jacobo Timerman, Horacio Verbitsky y muchos más. En el periódico escribieron plumas del nivel de los escritores Conrado Nalé Roxlo, Roberto Ledesma, Amado Villar y Roberto Arlt, quien publicó allí sus conocidas Aguafuertes con las cuales el diario llegó a vender medio millón de ejemplares; la última de ellas se publicó el 27 de julio de 1942, un día después de su muerte. Raúl Apold, quien llegó a ser el Subsecretario de Prensa y Difusión, había trabajado en el diario en la década de 1930.
Al producirse el golpe de Estado de 1955 el diario fue intervenido,  la mayor parte de sus instalaciones fueron expropiadas y algunos de sus colaboradores debieron exiliarse en México. Por ese entonces la crítica de cine del periódico estaba a cargo de Calki, quien trajo en la materia un estilo nuevo distanciado de los intereses de las distribuidoras. En 1957 sacó un suplemento humorístico llamado Tía Vicenta y en 1960 Juan Carlos Colombres «Landrú» dibujaba cada día un chiste en la tapa del diario.

## Cambio de dueños
“José Ber Gelbard convocó a Jacobo Timerman a partir de mayo de 1960, a la dirección de una renovada versión del viejo diario El Mundo, que había sido comprado por un grupo de empresarios vinculados al Partido Comunista. Cuando lo convocó, junto a Moisés Jacoby y a Oscar García Rey, Gelbard les dijo que el grupo Minera Aluminé, cuya propiedad compartía con Samuel Sivak y con Marcos Bedzrodnik, estaba por comprar el diario. El negocio se haría si ellos aceptaban la conducción colectiva. El ofrecimiento demostraba que Timerman resultaba confiable para el PC”.
 Graciela Mochkofsky

En 1965 la empresa que editaba El Mundo pidió su concurso de acreedores. El 28 de junio de 1966 un golpe de Estado derroca al gobierno en medio de una campaña periodística adversa frente a la cual, según Isidoro Gilbert, El Mundo era el único diario que lo defendía. El 23 de julio de 1966 el gobierno de Juan Carlos Onganía clausuró Tía Vicenta que en ese entonces aparecía como suplemento dominical del diario y que había caricaturizado en su tapa al presidente como una morsa, y el 22 de diciembre de 1967 sus mil trabajadores -administrativos, maestranza, gráficos y periodistas- reciben su telegrama de despido cuando venían sin cobrar tres quincenas. La desaparición del diario abre un espacio que Clarín aprovecha incrementando su tirada.

## Compra por el PRT
A comienzos de 1973 el nombre del diario fue comprado por el Partido Revolucionario de los Trabajadores y Luis Cerrutti Costa y Manuel Gaggero fueron nombrados director y subdirector respectivamente.
En febrero de 1974, en una conferencia de prensa en Olivos, la periodista Ana Guzzetti le habló al presidente Perón con respecto a los atentados que venían en aumento y sobre las víctimas fatales que hubo en ellos, responsabilizando a grupos parapoliciales. Por esto último, el presidente le pidió su nombre y pidió abrir una causa judicial en su contra. Luego Guzzetti le preguntó que medidas se iban a tomar con respecto a los atentados, a lo que Perón declaró que la policía y la justicia procederían contra esos atentados, tanto de grupos de ultraizquierda como de ultraderecha.
Una semana después del Asalto al Comando de Sanidad del Ejército el diario fue clausurado por una semana.

## Una crítica a Arlt
En Megáfono, N.º 9 (1931), revista dirigida por Sigfrido Radaselli, Edwin Rubens, Victor Max Wullich, hay un comentario sobre "Los lanzallamas», de Robert Arlt, firmado por Lisandro Alonso:
«Curiosa es la posición que dentro del mundillo literario que ocupa Roberto Arlt nos permitimos hablar así porque no somos señores enfáticos, sino simples lectores que hemos adquirido su libro en una esquina un poco de voluntad propia y otro poco acaso por inercia. Sus apresuradas notas diarias en El Mundo le han dado una popularidad de la cual él se jacta pero que por sí misma no tienen nada envidiable, sin duda. De allí ese prejuicio con que cortamos el año pasado los primeros pliegos de “Los siete locos” creyendo encontrar una serie andina de “Aguas fuertes porteñas” donde solo había un libro desconcertante, muy superior a ellas, con todos sus infinitos defectos, muy superior a ellas, porque servía para revelar en Arlt algo que las notas no deja de ver nunca».